# Djamila Ribeiro

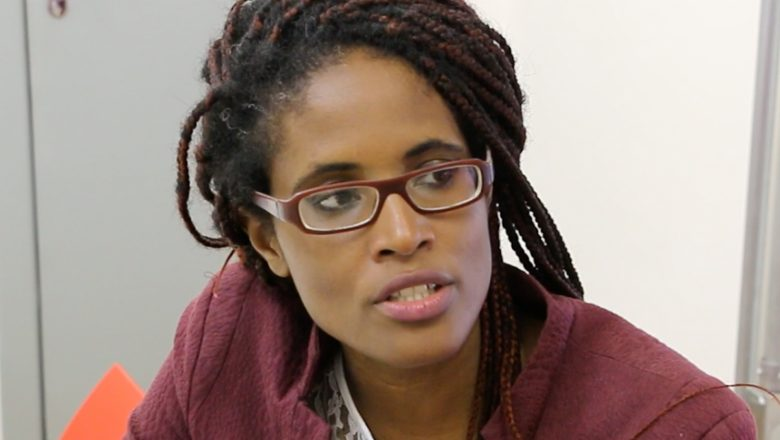
Djamila Ribeiro (2016).

Djamila Taís Ribeiro dos Santos (geboren 1. August 1980 in Santos, Bundesstaat São Paulo) ist eine afrobrasilianische schwarze Feministin, Journalistin und Philosophin.

## Leben
Djamila Ribeiro studierte Politische Philosophie an der Universidade de São Paulo, wo sie ihre Masterarbeit über das Werk von Simone de Beauvoir und Judith Butler schrieb.
Im Mai 2016 wurde sie während der Amtszeit von Stadtpräfekt Fernando Haddad zur Vize-Sekretärin für Menschenrechte und Bürgerrechte in der Stadtverwaltung von São Paulo ernannt.
Sie schrieb das Vorwort zum Buch Women, Race and Class der Bürgerrechtlerin Angela Davis. Ribeiro hat mit Davis bei verschiedenen weiteren Gelegenheiten zusammengearbeitet.
Ribeiro ist auch Bloggerin und Internetaktivistin. Sie sprach als Repräsentantin der Zivilgesellschaft bei der Brazil Conference 2018 an der Harvard University.

## Ehrungen
2020 erhielt sie für das Werk Pequeno manual antirracista den Prêmio Jabuti.
2022 wurde sie als Nachfolgerin von Lygia Fagundes Telles zum Mitglied der Academia Paulista de Letras, Stuhl 28, gewählt. Ebenfalls 2022 wurde ihr der Deutsch-Französische Preis für Menschenrechte und Rechtsstaatlichkeit verliehen.

## Veröffentlichungen
- O que é lugar de fala? Letramento – Justificando, Belo Horizonte 2017, ISBN 978-85-953004-0-8 (Titelübersetzung: Was ist der Standpunkt der Rede?).
- Quem tem medo do feminismo negro? Companhia das Letras, São Paulo 2018, ISBN 978-85-359-3113-6 (Titelübersetzung: Wer fürchtet sich vor schwarzem Feminismus?, Kolumnensammlung).
- Pequeno manual antirracista. Companhia das Letras, São Paulo 2019, ISBN 978-85-359-3287-4 (Titelübersetzung: Kleine Anleitung zum Antirassismus).
- Lugar de Fala. Pólen Livros, São Paulo 2019, ISBN 978-85-98349-68-8.

### Deutschsprachige Ausgaben
- Wo wir sprechen. Schwarze Diskursräume. Aus dem brasilianischen Portugiesisch von Inajá Correia Wittkowski. Edition Assemblage, Münster 2022, ISBN 978-3-96042-145-0.